# PC-BSD
PC-BSD e UNIX-подобна, десктоп-ориентирана операционна система базирана на FreeBSD. Целта е да бъде лесна за инсталиране, използвайки графична инсталационна програма, лесна и готова за използване с инсталиран KDE по подразбиране. Сега проектът PC-BSD разработва графична инсталационна програма, която ще инсталира и управлява софтуерните пакети.

## История
| PC-BSD | дата              | FreeBSD        |
| ------ | ----------------- | -------------- |
| 1.0    | 29 април 2006     | 6.0            |
| 1.1    | 29 май 2006       | 6.1            |
| 1.2    | 12 юли 2006       | 6.1            |
| 1.3    | 31 декември 2006  | 6.1            |
| 1.4    | 24 септември 2007 | 6.2-STABLE     |
| 1.4.1  | 16 ноември 2007   | 6.3-PRERELEASE |
| 1.5    | 12 март 2008      | 6.3-STABLE     |
| 1.5.1  | 23 април 2008     | 6.3-STABLE     |
| 7.0    | 16 септември 2008 | 7.0-STABLE     |
| 7.0.1  | 17 октомври 2008  | 7.0-STABLE     |
| 7.0.2  | 10 декември 2008  | 7.1-PRERELEASE |
| 7.1    | 10 април 2009     | 7.2-PRERELEASE |
| 7.1.1  | 6 юли 2009        | 7.2-STABLE     |
| 8.0    | 23 февруари 2010  | 8.0-RELEASE-P2 |
| 8.1    | 21 юли 2010       | 8.1-RELEASE    |
| 8.2    | 24 февруари 2011  | 8.2            |
| 9.0    | 13 януари 2012    | 9.0            |
| 9.1    | 18 декември 2012  | 9.1            |
| 9.2    | 7 октомври 2013   | 9.2-CURRENT    |
| 10.0   | 29 януари 2014    | 10.0           |
| 10.1   | 14 ноември 2014   | 10.1           |
| 10.2   | 21 август 2015    | 10.2           |
| 10.3   | 4 април 2016      | 10.3           |

## Пакетна система
Пакетната система на PC-BSD е с различен подход към инсталирането на софтуер от другите UNIX-подобни операционни системи. Вместо да използва ports или пакетни системи на FreeBSD, PC-BSD използва файлове с разширение .txz. Когато се стартират, се задейства инсталационен магьосник (англ. – wizard).
Всички софтуерни пакети и библиотеки се инсталират в техните собствени директории, в /Programs, намалявайки бъркотията за това къде се намират бинарните програми, като намалява опасността от счупени пакети ако системните библиотеки са актуализирани или променени. Пакетната система на PC-BSD също така се грижи за поставянето на връзки в менюто и на десктопа на KDE.